# Bursera graveolens
Bursera graveolens, även känd som Palo Santo, är en tvåhjärtbladig växtart. Bursera graveolens ingår i släktet Bursera och familjen Burseraceae.

## Underarter
Arten delas in i följande underarter:
- B. g. graveolens
- B. g. malacophylla